# Júlia Minguell i Ferrer
Júlia Minguell i Ferrer (Badalona, 1896-1975) va ser una mestra catalana, fundadora de l'Escola Nen Jesús de Praga a Badalona, conegut popularment com a «Donya Júlia».
Començà a exercir en l'àmbit educatiu a Badalona a les escoles municipals, el 1917 l'Ajuntament de Badalona la nomenà ajudant de mestre de l'escola de pàrvuls del carrer de Guifré, on treballava des de feia un temps, i també com mestra de l'Ateneu Obrer de Badalona. El 1920 renuncià al seu càrrec de docent a l'ateneu i fundà un col·legi propi, al qual anomenà inicialment Col·legi Particular Júlia Minguell, instal·lant-lo a la cantonada dels carrers de Jaume Solà i del Museu, en un edifici cedit pel pare d'un alumne. Va aplicar el mètode de Maria Montessori, a més l'escola constava d'una aula única, era mixta, un fet que es va mantenir al llarg dels anys a pesar de les prohibicions oficials, que només es complia quan hi havia la visita d'un inspector. El nombre creixent d'alumnes va fer necessària l'ampliació els anys següents i dos trasllats a edificis dels carrers de Barcelona i del Rector, el darrer on es mantindria fins a la guerra civil, i ubicada definitivament al carrer de Barcelona. Durant el franquisme l'escola va passar a dir-se Nen Jesús de Praga, per la vinculació de Minguell amb l'orde del Carmel, al qual havia pertangut el seu germà, assassinat durant la guerra.
L'Escola Nen Jesús de Praga encara existeix actualment i és coneguda popularment com a «Donya Júlia». Per la seva tasca com a mestra, li fou atorgada la medalla d'argent de la ciutat. Des de 1998 un institut del barri de Sant Antoni de Llefià porta el seu nom.